# Miguel de Ballester
Miquel de Ballester (Tarragona siglo XV - siglo XVI) fue un militar y navegante catalán. El septiembre de 1493 acompañó a Cristóbal Colón en su segundo viaje en América Colón lo nombró alcaide de la Fortaleza de la Concepción, en la isla de La Hispaniola donde fundó el primer ingenio, que contribuyó a la introducción de la industria de la caña de azúcar en Cuba. 
Durante la revuelta de Francisco Roldán contra Colón en octubre de 1498, apoyó el almirante pero consiguió una concordia provisional entre los dos, razón por la cual el octubre del 1499 Colón lo envió a la corte real con un memorial sobre la situación en la isla, que junto con el que también envió Roldán, determinaron el envío del juez Francisco de Bobadilla en América, quien encarceló Colón y lo envió a la península. 
Ballester acompañó Colón e intentó gestionar una mejora de su situación en América. Posteriormente, con la recomendación del descubridor, el 1500 fue nombrado procurador de Diego Colón y Gobernador de Santo Domingo.